# محمية جبل آجا
محمية جبل آجا هي منطقة محمية في شمال المملكة العربية السعودية. وهي تتألف من سلسلة جبال جرانيت حمراء تظهر من منطقة مسطحة وتمثل أهمية لكل من الحياة النباتية والحيوانية. وتقع بالقرب من مدينة حائل وتبلغ مساحتها الإجمالية حوالي 200000 هكتار (490,000 فدان). تم تصنيف منطقة جبل أجا كمنطقة نباتية مهمة، ومنطقة مهمة للطيور والتنوع البيولوجي.

## جغرافيا
جبل آجا هو سلسلة جبال من الجرانيت طولها حوالي 100 كم (62 ميل) وعرضها من 10 إلى 35 كم (6 إلى 22 ميل) وتبلغ مساحتها حوالي 2000 كم2 (770 ميل مربع). تتقاطع الجبال عن طريق الوديان المستقيمة التي تطورت على طول خطوط الصدع ويتراوح ارتفاعها بين 900 و 1550 م (3000 و 5,100 قدم).
من المحتمل أن يستقبل الجبل كمية أكبر من الأمطار مقارنة بالمنطقة المحيطة حيث يبلغ متوسط معدل حائل حوالي 116 ملم (4.6 بوصة). يقع هذا بشكل رئيسي في فصل الشتاء، معظمه من عواصف تقترب من الجنوب الغربي، والصقيع ليس بالأمر غير العادي. يقع جبل آجا في الغرب والجنوب الغربي من مدينة حائل، وتم توسيع المنطقة المحمية إلى الشمال الشرقي لتشمل مساحة من الأراضي القاحلة ذات التلال القاحلة ذات التلال الصخرية الرملية المنخفضة وتنتوجات الجرانيت الممتدة حتى حافة صحراء النفود .

## النباتات والحيوانات
تم تصنيف جبل آجا كمنطقة نباتية مهمة بسبب ثراء الحياة النباتية ووجود العديد من الأنواع النباتية المستوطنة والأثرية. يوفر المحمية ملاذاً للنباتات من منطقتي البحر الأبيض المتوسط وإيران - تورانيية في منطقة تشكل بطريقة أخرى جزءًا من المنطقة الصحراوية العربية. تم تسجيل حوالي 355 نوعًا من النباتات في المحمية، بما في ذلك النباتات الموجودة في منطقة صحراء النفود المجاورة.
تحتوي السهول على تربة رملية عميقة، والنبات المهيمن هو ثرمد، الأكثر شيوعًا هو الحنظل، كما أن بروق نحيف الأوراق يحدث في المنخفضات. تظهر النباتات السنوية العذم الحلفائي والمرير الشاهق والأربيان بعد هطول الأمطار. على المنحدرات الرقيقة أسفل الصخور، يسيطر سمر نجدي على الشجيرات الخشبية الأخرى مثل الجفنة والعلندى ورقية. في الوديان والأنفاق، ينمو عدد أكبر من أكاسيا جيراردي، مرتبطًا عوسج والجثجاث وجردى توتية والسلة.
تم تعيين منطقة جبل آجا وشمال حائل مجتمعة كمنطقة مهمة للطيور والتنوع البيولوجي بسبب أهميتها كمركز للطيور المهاجرة وخاصة كركي سنجابي. من بين الأنواع المهمة التي تعيش في المحمية الحجل الرمل، نسر الغريفون، النسر المصري، البومة الصحراوية وعصفور الصخر الباهت. من بين الأنواع المهاجرة التي تزور المحمية أثناء مرورها أو في فصل الشتاء، هناك الدخيخلة، وأبو الحناء أبيض الحنجرة، وأبلق فنشي، والدرسة شامية، وعدة أنواع من الكركية.
تشمل الثدييات الموجودة في الحديقة الذئب الرمادي والقطة الرملية ووعل نوبي، وهناك عدد من أنواع الزواحف والبرمائيات.
في عام 1973، تم الإبلاغ عن آخر الفهود المعروفة في البلاد بالقرب من حائل.